# Jan-Michael Gambill
Jan-Michael Charles Gambill (Spokane, 3 giugno 1977) è un allenatore di tennis ed ex tennista statunitense.
Destrimano, ha fatto il suo debutto da professionista nel 1996. Il suo miglior piazzamento nella classifica mondiale nel singolo è stato il 14º posto che ha raggiunto il 18 giugno 2001; è stato allenato da suo padre Chuck Gambill. Durante la sua carriera è stato sponsorizzato dalla Prince Sports.
Gambill ha iniziato a giocare a tennis all'età di cinque anni e in carriera ha sconfitto, tra gli altri, gli ex giocatori numero 1 Carlos Moyá, Lleyton Hewitt, Pete Sampras, Andre Agassi e Roger Federer. Si è ritirato dall'attività agonistica nel 2010 dopo avere vinto 5 titoli e oltre 3 milioni di dollari in premi e risiede parte dell'anno in California e parte alle Hawaii.

## Carriera
Nato e cresciuto a Spokane, nello stato di Washington, Gambill ha iniziato a giocare a tennis all'età di cinque anni, ispirato da tennisti come Jimmy Connors e John McEnroe. Ha vinto tre tornei nel circuito ATP Tour; a Scottsdale nel 1999 contro Lleyton Hewitt e a Delray Beach nel 2001 e nel 2003. Le sue migliori prestazioni nel Grande Slam sono state i quarti di finale di Wimbledon 2000 e il quarto turno degli US Open 2002. Da ricordare anche la sua corsa verso la finale dei Masters di Miami 2001, persa contro Andre Agassi e la semifinale a Indian Wells 1998.
Durante la sua carriera Gambill è stato ostacolato da numerosi infortuni: il più importante dei quali, avvenuto mentre era ancora nella top 40 del mondo, fu alla spalla, e lo limitò fortemente sul circuito ATP dopo il 2004. Dopo aver abbandonato le competizioni nei circuiti del Grande Slam, Masters Series e ATP Tour, Gambill ha giocato in tornei minori fino al suo ritiro. Nel luglio 2011 Gambill è diventato l'allenatore della tennista Coco Vandeweghe, mentre nel 2014 ha affiancato il connazionale Ryan Harrison.

## Statistiche

### Singolare

#### Vittorie (3)
| Legenda                |
| Tornei dello Slam (0)  |
| Tennis Masters Cup (0) |
| ATP Masters Series (0) |
| ATP Tour (3)           |

| No. | Data          | Torneo                                               | Terreno | Avversario     | Risultato        |
| 1.  | 8 marzo 1999  | Tennis Channel Open, Scottsdale                      | cemento | Lleyton Hewitt | 7–6(2), 4–6, 6–4 |
| 2.  | 5 marzo 2001  | International Tennis Championships, Delray Beach (1) | cemento | Xavier Malisse | 7–5, 6–4         |
| 3.  | 10 marzo 2003 | International Tennis Championships, Delray Beach (2) | cemento | Mardy Fish     | 6–0, 7–6(5)      |

#### Finali (4)
| Legenda                |
| Tornei dello Slam (0)  |
| Tennis Masters Cup (0) |
| ATP Masters Series (1) |
| ATP Tour (3)           |

| Numero | Data           | Torneo                            | Superficie | Avversario in finale | Punteggio        |
| 1.     | 30 luglio 2000 | Los Angeles Open, Los Angeles (1) | Cemento    | Michael Chang        | 7–6(2), 3-6, rit |
| 2.     | 2 aprile 2001  | Miami Open, Key Biscayne          | Cemento    | Andre Agassi         | 6(4)–7, 1-6, 0-6 |
| 3.     | 28 luglio 2002 | Los Angeles Open, Los Angeles (2) | Cemento    | Andre Agassi         | 2–6, 4–6         |
| 4.     | 5 gennaio 2003 | Qatar Open ATP, Doha              | Cemento    | Stefan Koubek        | 4–6, 4–6         |

### Doppio

#### Vittorie (5)
| Legenda                |
| Tornei dello Slam (0)  |
| Tennis Masters Cup (0) |
| ATP Masters Series (0) |
| ATP Tour (5)           |

| No. | Data              | Torneo                                                        | Terreno     | Partner         | Avversari                      | Risultato           |
| 1.  | 7 febbraio 2000   | Pacific Coast Championships, San Jose                         | Cemento     | Scott Humphries | Lucas Arnold Ker Eric Taino    | 6-1, 6-4            |
| 2.  | 5 marzo 2001      | Delray Beach International Tennis Championships, Delray Beach | Cemento     | Andy Roddick    | Thomas Shimada Myles Wakefield | 6-3, 6-4            |
| 3.  | 13 maggio 2002    | Hamburg Masters, Amburgo                                      | Terra rossa | Mahesh Bhupathi | Jonas Björkman Todd Woodbridge | 6-2, 6-4            |
| 4.  | 23 settembre 2002 | Hong Kong Open, Hong Kong                                     | Cemento     | Graydon Oliver  | Wayne Arthurs Andrew Kratzmann | 6(2)–7, 6-4, 7–6(4) |
| 5.  | 28 luglio 2003    | Los Angeles Open, Los Angeles                                 | Cemento     | Travis Parrott  | Joshua Eagle Sjeng Schalken    | 6-3, 3-6, 7-5       |